# Volleyball (Special Olympics)

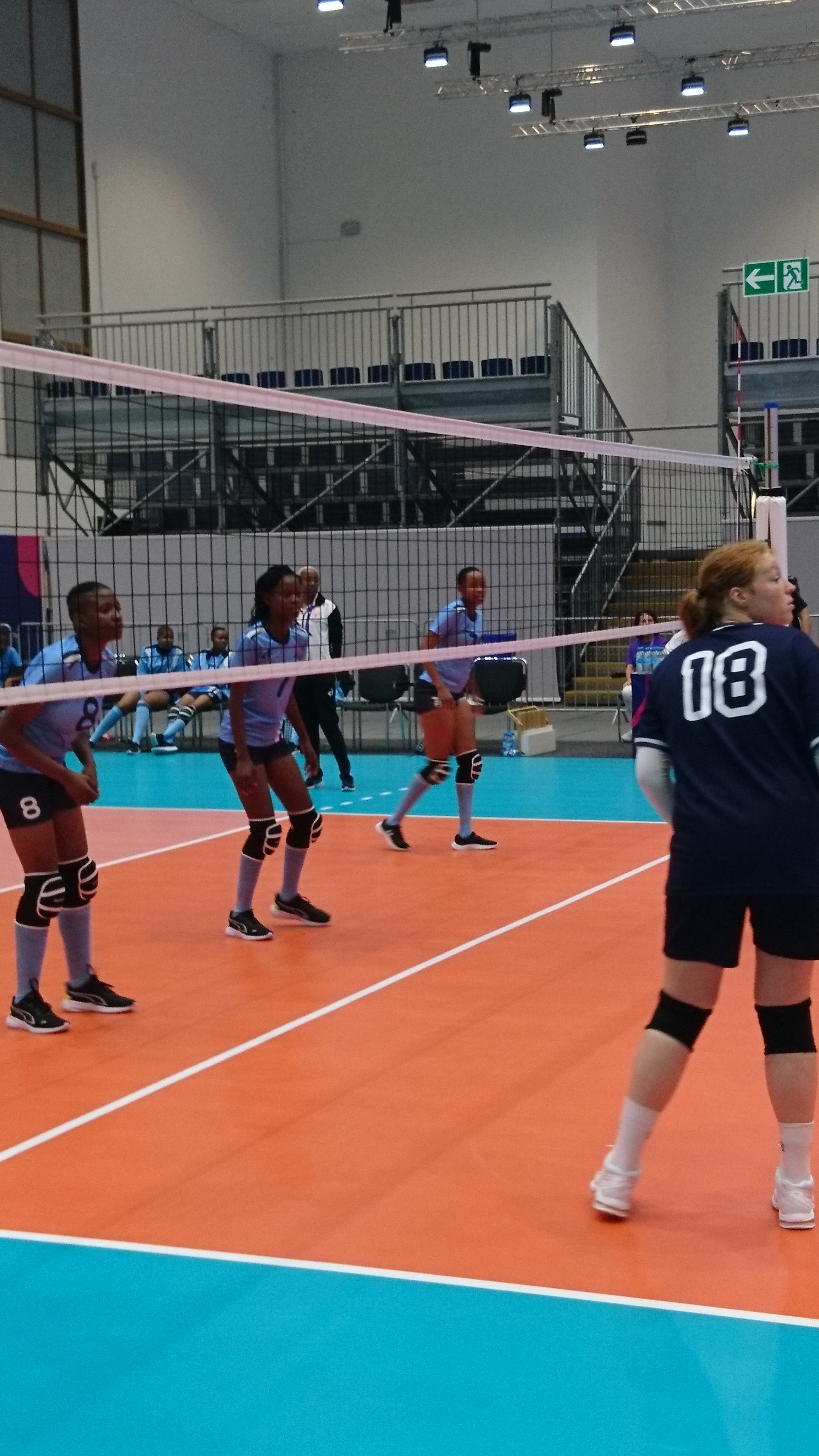
Special Olympics World Summer Games 2023, Volleyball, Klassifizierungsspiel Botswana und Serbien

Volleyball (Special Olympics) ist eine Sportart, die auf den Regeln von Volleyball beruht und in Wettbewerben und Trainingseinheiten der Organisation Special Olympics weltweit für geistig und mehrfach beeinträchtigte Menschen angeboten wird. Volleyball ist seit 1983 bei Special Olympics World Games vertreten.

## Allgemeines
Ziel des Spiels ist es, einen Ball so über das Netz zu schlagen, dass der Ball den Boden der gegnerischen Spielfeldhälfte berührt oder die gegnerische Mannschaft einen Fehler begeht. Es kommt darauf an, den Ball richtig anzunehmen und geschickt den anderen Teammitgliedern zuzuspielen, um einen guten Angriff lancieren zu können. Zwei Teams mit jeweils sechs Personen bestreiten das Spiel. Der Ball wird volley gespielt.

## Regeln
Es werden die Regeln der Fédération Internationale de Volleyball (FIVB) angewendet, soweit sie nicht im Widerspruch zu den offiziellen Special-Olympics-Sportregeln für Volleyball oder zu Artikel 1 der Sportregeln stehen. So können Special-Olympics-Wettbewerbe nach weltweit gültigen allgemeinen Standards abgehalten werden.

## Besonderheiten bei Special Olympics
Abweichend von den Standardregeln darf eine Person maximal drei Angaben hintereinander machen. Es werden auch leichte Anpassungen bei Spielfeldgröße, Netzhöhe sowie Gewicht und Größe des Balls gemacht.
Volleyball wird in drei Formen gespielt:
- Modifizierte Spielweise: Es wird langsamer als üblich gespielt und ein größerer, leichterer Ball benutzt.
- Traditionelle Spielweise: Es wird mit dem standardisierten Volleyball gespielt.
- Unified Volleyball: eine Person mit und eine Person ohne geistige Beeinträchtigung spielen im Tandem.[1]

Vor den eigentlichen Wettbewerben finden Klassifizierungsrunden statt, damit die Athleten in möglichst leistungshomogene Gruppen eingeteilt werden können.

## Wettkämpfe
Angeboten werden von Special Olympics International:
- Skills Competition: Hier kann man sich in der Ausführung einzelner Spielelemente mit anderen Personen messen.
- Traditionelle Spielweise in der Halle
- Modifizierte Spielweise in der Halle
- Unified in der Halle
- Unified Beach Volleyball

## Angebot bei Special Olympics World Games
Volleyball ist seit 1983 bei Special Olympics World Games vertreten.
2011 nahmen 116.397 Special Olympics Athletinnen und Athleten an Wettbewerben in 94 Ländern teil.
Zu den Special Olympics Sommerspielen 2023 wurden 191 Athletinnen und Athleten und 149 Unified-Partner erwartet. Angeboten wurden
- Unified Sports Teamwettbewerb – Frauen
- Unified Sports Teamwettbewerb – Männer/Mixed